# Lindeniinae
Lindeniinae – podrodzina ważek z rodziny gadziogłówkowatych.
Należą tutaj następujące rodzaje:
- Aphylla
- Desmogomphus
- Diastatomma
- Gomphidia
- Gomphidictinus
- Ictinogomphus
- Lindenia
- Phyllocycla
- Phyllogomphoides
- Phyllogomphus
- Progomphus
- Sinictinogomphus